# Ветеринарно-санітарний контроль
Ветерина́рно-саніта́рна контроль — комплекс діагностичних і спеціальних досліджень з метою оцінки якості харчових продуктів, сировини тваринного та рослинного походження.